# 演義
演義（えんぎ）とは、主に明清の中国で発展した白話小説の一種。
「演義」という語は本来「物事を筋道立てて分かりやすく説明する」という意である。すでに西晋の頃には使用されていた語で、潘岳の「征西賦」に用例がある。
宋元以後、都市の盛り場での娯楽として説話が流行したが、その一ジャンルとして歴史物語である「講史」があった。その後、説話をベースにした白話小説が成立すると、歴史をテーマにした作品に「演義」という題名がつけられるようになった。これは歴史を白話により分かりやすく物語ったという意である。しかし、これらの演義小説は、筋を面白おかしくするため、しばしば創作要素が加えられている。基本的に章回小説であり、「第～回」などのように回数が打たれ、それぞれに題目と正名がつけられている。

## 主な演義作品
- 封神演義 - 殷周易姓に神仙たちの戦いを加味した演義。荒唐無稽な描写で溢れ、歴史小説ではなく神怪小説として扱われることが多い。
- 三国志演義 - 三国時代を題材とした演義。日本国内ではもっとも知名度が高く、「三国志」とも呼ばれる。
- 隋唐演義 - 隋の建国から、さらに唐の玄宗皇帝の治世までを描く。
- 楊家将演義 - 北宋を舞台に、5代にわたり外敵と戦う楊家の武将たちを描く。

## その他の演義作品
上記の作品の他にも、明清以後には雨後のタケノコのように演義小説が生まれている。
- 開闢演義 - 周遊作。天地開闢から殷周革命までを描く。
- 東周列国志 - 蔡元放作。西周の衰退から始皇帝の統一までの春秋戦国時代を描く。
- 前後七国志 - 呉門嘯客作。戦国時代を描く。
- 両漢演義 - 甄偉作。前漢・後漢の時代を描く。
- 後三国石珠演義 - 作者不明。永嘉の乱による西晋の滅亡を描く。
- 東西晋演義 - 作者不明。西晋の武帝の即位から、東晋の恭帝の禅譲までを描く。
- 北史演義・南史演義 - 杜綱作。南北朝時代を描く。
- 説唐演義 - 如蓮居士作。隋の建国から、唐の玄宗皇帝の治世までを描く。
- 残唐五代史演義 - 羅貫中作。黄巣の乱から五代十国時代を描く。
- 万花楼演義 - 李雨堂作。北宋を舞台に、外敵と戦う狄青の活躍を描く。
- 精忠演義説本岳王全伝 - 銭彩・金豊作。南宋を舞台に、金と戦う岳飛の活躍を描く。
- 青史演義 - 尹湛納希作。モンゴル族の起源から元の滅亡までを描く。
- 樵史演義 - 江左樵子作。明末から、南京の陥落による南明の滅亡までを描く。
- 呉三桂演義 - 作者不明。呉三桂が三藩の乱で敗死するまでを描く。
- 洪秀全演義 - 黄世仲作。太平天国の乱を描く。
- 羊石園演義 - 笑翁作。アヘン戦争を描く。
- 中東大戦演義 - 洪子弐作。日清戦争を描く。
- 西太后演義 - 蔡東藩作。西太后の治世を光緒年間を中心に描く。
- 民国演義 - 蔡東藩作。辛亥革命から張学良の易幟までを描く。
- 中華人民共和国演義 - 張濤作。中国共産党の結成から計画経済を放棄した1978年までを描く。